# Marion (humoriste)
Pour les articles homonymes, voir Marion.
Marion, née Georgette Mariot le 16 avril 1933 à Rocourt (province de Liège), est une humoriste, comédienne, animatrice historique et productrice belge pour la télévision de service public RTB puis RTBF.

## Biographie
Georgette Mariot naît le 16 avril 1933 à Rocourt près de Liège,. Dès 5 ans, elle brûle de passion pour le théâtre. Elle est élève en section arts décoratifs à l'Institut communal d'enseignement technique Frans Fischer de Schaerbeek pendant l'année scolaire 1952-1953. Elle fait des études de comédienne. C’est en 1957 que le grand public découvre celle que les auditeurs de la RTB connaissent comme Marion. Elle collabore à Radio Jeunesse avant de présenter Le Magazine de l’Expo sur l'Exposition universelle de 1958,.
Elle devient présentatrice à la radio belge (INR) dès 1959, puis à la télévision devenue la RTB en 1960 (et qui allait plus tard devenir RTBF), une activité grâce à laquelle elle acquiert rapidement une notoriété assez importante.
Après l'émission pour enfants Cigalou, diffusée en début de soirée, elle anime, à partir du 22 mars 1963, une émission mensuelle produite par Pauline Hubert, et ce en compagnie de Roger Broë Sésame magazine. Diffusée entre 18 h 33 et 19 h, Marion et Roger Broë y parlent des bonnes manières à travers les âges.
À partir de la rentrée 1963, elle anime les dimanches après-midi dans une émission intitulée Studio 5 et ce, en compagnie d'Édouard Caillau. À la même époque, elle produit une émission enfantine Pom d'Api animée par Lisette et Bernard, alias Jacques Careuil. Suivra à partir de 1964, Badaboum, toujours animée par Lisette, Ralph Darbo et Bernard et ce jusqu'en 1966.
Dans le courant du mois d'avril 1964, elle enregistre la chanson dédiée aux célèbres petits hommes bleus V'là les schtroumpfs, sur une composition musicale de Roland Renerte avec la participation d'une petite chorale.
À l'été 1965, elle produit Petit écran, une émission destinée à la jeunesse et diffusée pendant les vacances d'été.
À partir du dimanche 3 octobre 1965, elle anime sous le pseudonyme de Marion Darbo, la marionnette Bébé Antoine, le personnage central de 89 épisodes d'une émission destinée aux enfants,. Parallèlement, elle joue dans des dramatiques télés et elle écrit des contes.
À la rentrée 1967, elle anime, le dimanche après-midi, en compagnie de Stéphane Steeman Sept Magazine puis  Keskinvapa émission humoristique diffusée après l'émission Visa pour le monde à laquelle elle participe comme narratrice pour différents reportages. À partir du 4 octobre 1967, elle présente en avant-soirée une émission de Pauline Hubert, Télé-Service qui tient compte de l'actualité et des centre d'intérêt du public. Sa popularité se confirme lorsqu'elle forme un duo célèbre (et durable) avec Stéphane Steeman dans de nombreuses émissions d'humour dès 1969 et sur deux disques édités en 1973 et 1974. Entre 1969 et 1974, elle anime en compagnie de Stéphane Steeman, une émission de variétés Clin d'Œil. Suivront à partir entre 1975 et 1977, l'émission humoristique Clafoutis. À la même époque, elle fait partie, en compagnie de Paule Herreman et Édouard Caillau, du jury de Voulez-vous jouer ?. Elle incarne aussi la voix, en 1975, de Boule dans la série de dessin animé Boule et Bill.
Elle sort aussi quelques chansons où elle adapte en bruxellois des classiques dont notamment Lambeth Walk de Dalida (Dansons la Communautaire), La Parisienne de Marie-Paule Belle (La Bruxelloise), Göttingen de Barbara (In Vlaanderen).
À partir de 1981, le public francophone retrouve sa voix en télévision, derrière le personnage du Schtroumpf grognon dans la série de dessin animé inspirés de la bande dessinée créée par Peyo,. À la même époque, elle revient le dimanche soir toujours en compagnie de Stéphane Steeman où ils animent À la Belge époque ainsi qu'à l'animation, le vendredi en avant-soirée, de l'émission Plein jeu. Lors de la saison 1985-1986, elle est la voix off et va à la rencontre des téléspectateurs dans le cadre de l'émission de variétés mensuelle animée par Dominique Wathelet, Domino. Elle passera à la fin des années 1980 sur RTL TVI où elle animera des émissions de télé-achats.
Elle organise également pendant plus de 20 ans les Samedi cinéma. Des séances de cinéma réservées aux enfants pendant que les parents assistaient à un autre film dans une salle adjacente.
Elle et sa compagnie théâtrale Le Manteau d'Arlequin, accueillent de nombreux spectacles de tout style aux Lundi théâtre (encore en 2016), rendez-vous culturels ponctuels dans la capitale belge. Après près de vingt années de représentations au Witloof Bar, le café-théâtre du Botanique, elles ont actuellement lieu au Théâtre des Riches-Claires. Depuis 2013, ce centre culturel dispose d'une deuxième salle de 80 places nommée Salle Marion en son hommage, elle qui œuvre beaucoup au soutien de jeunes compagnies,.

### Vie privée
Marion a été l'épouse du réalisateur Léo Quoilin (1928-2018), lequel a mis en image la plupart des sketches qu'elle créa avec Stéphane Steeman.

## Œuvre

### Discographie non exhaustive
Parmi les chansons et sketches sortis sur 45 tours ,, : 
- 1965 : Grain de sable[18] avec Ralph Darbo, Disques Philips – 434.320 BE
- 1973 : Marolles… Marolles…[19] (parodie de Dalida, avec Stéphane Steeman)
- 1974 : Belgiqu'amoroso[20] (parodie de Dalida, avec Stéphane Steeman, illustration de la pochette : Tibet, Omega International (OM 36.228-X)
- 1974 : Questionnairs
- 1979 : Dansons la Communautaire (parodie de Dalida pour la face A et de Marie-Paule Belle pour la face B)
- 197? : Une maman c'est fait pour ça
- 197? : Chaperon Rouge et Blanche Neige (33 tours Marion raconte l'histoire. Offert par Oxo Energy)
- 197? : Le Voyage de Bébé Antoine sur la Lune (45 tours)
- 1980 : Une maman c'est fait pour ça[21], Philips – 6021 268 (45 tours)
- 1981 
  - Wallonie[22], CGER ;
  - Ma Belge Époque[23], LP, Disques Vogue DIA.348

### Filmographie sélective
- 2012 : Franck et Dean[24], Madame Chapeau, court métrage de Céline Charlier.

### Publications
- 20 ans de télévision... ma boîte à malices, Louis Musin Éditeur, 1978. (OCLC 1009378706)

### Album de bande dessinée
- Si le tram m'était conté[25], Ateliers d'arts graphiques, Bruxelles, septembre 1984
Scénario : Marion - Dessin : Godi - Couleurs : noir et blanc -  (ISBN 2-87013-059-7),Format poche, avec un marque-page de Godi.

### Spectacles
- 1996 : Trompe-la-Mort ou le journal de Faustine[26],[27] d'Yves Duval, une mise en scène de Jacques Herbet
- L'Éloge de la folie, une mise en scène de Louis Boxus[28],[12],[29],[7] d'après Érasme ; rejoué par le Krumbl Théâtre avec Isabelle Régimont en 2017[30].
- Portraits de femmes, spectacle solo, écrit avec le Belge André Lange[29].